# ليزلي تشادويك
ليزلي تشادويك (16 مارس 1889 في نيوزيلندا - 10 أكتوبر 1970) (بالإنجليزية: Leslie Chadwick)‏ هو لاعب كريكت نيوزلندي.

## وصلات خارجية
- ليزلي تشادويك على موقع إي آس بي آن كريك إنفو (الإنجليزية)